# 安国 (明朝将领)
安國（？—1520年），字良臣，綏德衛人，明朝軍事將領，官至都督同知，諡武敏，追贈左都督。

## 生平
早年襲世職，為指揮僉事。正德三年（1508年）戊辰科武舉會試第一，進署指揮使，赴陝西三邊。當時劉瑾索賄，安國同舉六十人均無資產，於是被劉瑾編之行伍，禁其擅歸，此六十人均受困，幾乎等同於戍卒，無法謀生。而當時邊疆大臣均忌憚劉瑾，竟沒有敢收恤的人。恰逢朱寘鐇謀反，才被放還。左通政叢蘭請求收用他們，劉瑾大怒，驅使給事中張瓚彈劾這些人為庸才，悉停其加官。劉瑾被誅後，才以故官分守寧夏西路。尋進署都指揮僉事，充右參將，擢右副總兵，協守大同，後移守延綏。十一年（1516年）安國與遊擊杭雄擊退蒙古兩萬騎兵進攻，以署都督僉事為寧夏總兵官，僅予實授。後再敘功，始進都督同知。十五年（1520年）六月去世，特諡武敏，追贈左都督。